# Murilo Rubião
 (juin 2021).
Murilo Rubião né le 1er juin 1916 à Carmo de Minas et mort le 16 septembre 1991 à Belo Horizonte est un journaliste et écrivain nouvelliste brésilien. Son œuvre s’inscrit dans le mouvement latino-américain du Réalisme magique du milieu du XXe siècle.

## Biographie

### Jeunesse et études
Murilo Rubião naît à Carmo de Minas dans la région de Minas Gerais au Brésil, de Eugênio Alvares Rubião et de Maria Antonieta Ferreira Rubião. Il suit une éducation classique à l’école de Conceição do Rio Verde avant de quitter sa région natale pour Belo Horizonte où il obtient un baccalauréat en sciences humaines en 1935. Il s’engage ensuite dans études de droit dont il sort diplômé en 1942, alors âgé de 26 ans. 

### Carrière politique
Face au faible succès de ses premières œuvres, il s’engage dans une carrière politique et commence à travailler comme conseiller. En 1951, il est à la tête du bureau du gouverneur Kubitschek, quelques années avant qu’il ne devienne président de la République. Kubitschek élu, Murilo Rubião prend le poste d’attaché culturel du Brésil en Espagne jusqu’en 1961. Il devient par la suite chef du bureau de la propagande et de l’expansion commerciale. Il met définitivement un terme à sa carrière politique à la fin des années 1960. 

### Carrière journalistique
Dès 1939, trois ans avant d’être diplômé, Rubião s’investit en tant qu’éditeur pour le journal Folha de Minas. En 1966, il crée le supplément littéraire de la Gazette Officielle de Minas Gerais – le plus largement distribué du Brésil – et en devient l’éditeur en chef. 

### Carrière littéraire
L’œuvre de Murilo Rubião est ponctuée d’éléments du surréalisme et du fantastique. Il y explore les thèmes du rêve et de l’hallucination avec des personnages régulièrement marqués par la folie au travers de situations d’extrême isolation. 
Bien qu’il ait écrit sa première nouvelle en 1940 (Elvira e outros mistérios), Murilo Rubião devra attendre trente ans avant de connaître la célébrité et notoriété littéraire, grâce à son livre O Pirotécnico Zacarias. 
Rubião était décrit comme un auteur perfectionniste voire obsessionnel qui n’hésitait pas à retoucher ses écrits à chaque nouvelle édition modifiant parfois jusqu’au noms des personnages. Il aurait impulsivement détruit beaucoup de ses œuvres dont il était mécontent avant qu’elles ne soient imprimées.

## Œuvres
- O Ex-Mágico, 1947
- A estrela vermelha, 1953
- Os dragões e outros contos, 1965
- O Pirotécnico Zacarias, 1974
- O Convidado, 1974
- A casa do girassol vermelho, 1978
- O homem do boné cinzento e outras histórias, 1990

### Traductions françaises
- L'ex-magicien de la taverne du Minho, traduction de Dominique Nedellec, L'Arbre Vengeur, 2021